# Eublemma ochricosta
Eublemma ochricosta là một loài bướm đêm trong họ Erebidae.